# Michel Hmaé
Michel Hmaé (né le 21 mars 1978) était un joueur de football international néo-calédonien. Il évoluait au poste d'attaquant. Il est le frère de José, aussi International calédonien.

## Carrière
Michel Hmaé est considéré comme un des plus grands attaquants calédoniens de l'histoire, cela est notamment dû à son redoutable pied gauche.

### Clubs
Hmaé commence sa carrière professionnelle lors de la saison 2002-2003 avec l'AS Pirae, club tahitien avec qui il remporte le championnat de Polynésie française. Après cette année de titre, il quitte le club pour l'AS Magenta Nickel.
Il se fait remarquer au sein de cette équipe remportant le championnat de Nouvelle-Calédonie deux années de suite ainsi que la coupe nationale. Il remporte le titre de meilleur buteur de la saison 2005-2006 ex æquo avec Stanley Kabeu et Julio Thomo (12 buts).
À partir de 2007, il remporte trois championnat avec Nouméa. Il décide en janvier 2010 de quitter le club pour l'AS Mont-Dore avant la saison 2010. Durant cette saison, il distance ses adversaires au classement des buteurs (qu'il remporte) et remporte un nouveau titre de champion.

### International
Hmaé fait sa première sélection avec la Nouvelle-Calédonie en 2003 et participe aux qualifications pour la Coupe du monde 2006 durant lesquelles il inscrit cinq buts contre les îles Cook (8-0).

## Palmarès
- Championnat de Polynésie française de football : 2002-2003
- Championnat de Nouvelle-Calédonie de football : 2003-2004; 2004-2005; 2007-2008; 2008-2009; 2009; 2010 (6 fois)
- Coupe de Nouvelle-Calédonie de football : 2003; 2004; 2005; 2008; 2009 (4 fois)
- Meilleur buteur du championnat de Nouvelle-Calédonie : 2005-2006; 2010 (2 fois)